# Казі Ахмед
Казі Зафар Ахмед (нар. 1939) — державний і політичний діяч Бангладеш, прем'єр-міністр країни у 1989–1990 роках. Магістр історії (Даккський університет).

## Політична кар'єра
Казі Зафар був легендарним студентським лідером, який очолив перше народне повстання проти влади Айюб-хана 1962 року. Пізніше він став профспілковим лідером. Він був серед перших, хто виступив за незалежність Бангладеш на масовому студентському мітингу 22 лютого 1970 року.
Після здобуття незалежності він приєднався до партії Авамі Ліг та став її генеральним секретарем. Пізніше він сформував власну Об'єднану народну партію (1974).
Казі Зафар відіграв визначальну роль у воєнному перевороті Ершада. Після приходу до влади останнього Казі розпустив свою Об'єднану народну партію та приєднався до партії Ершада (Джатія). За часів правління Ершада займав спочатку пост міністра торгівлі, а потім — прем'єр-міністра країни.

## Казі Зафар в Австралії
Після усунення Ершада від влади Казі Ахмед поїхав до Австралії з метою лікування ниркової хвороби. Згодом його було призначено на посаду професора Університету Західного Сіднея.